# Аль Хассан бен Абу Му
Аль-Хассан ибн Абу Мухаммад или Аль Хассан (ум. 1558, Оран) ― двадцать восьмой и последний правитель Тлемсена из династии Абдальвадидов (1550—1555). После его низложения владения Абдальвадидов перешли под османский вассалитет.

## Биография
Аль-Хассан наследовал своему брату Абу Зайяну III в 1550 году. К этому времени часть владений Абдальвадидов уже находилась под властью испанцев, а часть (в том числе Алжир) — в руках пирата Хайра ад-Дина Барбароссы, признавшего себя османским вассалом. Его брат Абу Зайян пришел к власти под знаменами войны с христианами (испанцы поддерживали старшего брата Абу Зайяна и аль-Хассана, Абу Абдаллу VI), поэтом среди знати были сильны про-османские настроения.
В 1551 году марокканцы ненадолго захватили Мостаганем и Тлемсен, но как только их армия была отозвана на родину, турки освободили Мостаганем и восстановили эмира Тлемсена. Датирование этих событий 1551 годом является неопределенным. Турки были высокомерны и свысока относились к арабам.
В 1554 году прошел слух, что аль-Хассан связался с испанцами из Орана, рассчитывая на их помощь в изгнании турок, и бейлербей Салих Рейс (1552—1556) немедленно спровоцировал восстание. Собрание улемов было вынуждено объявить аль-Хассана предателем и недостойным трона. В начале 1555 года аль-Хассану пришлось навсегда покинуть Тлемсен и отправиться в Оран, где графа Алькаудете (испанского губернатора в 1538—1858 годах) сменил Алонсо де Кордовы-и-Фернандес де Веласко, также граф Алькаудете. Испанцы приветствовали низложенного эмира и дали ему убежище. С 1555 года Тлемсен фактически управлялся турецкой агой.
Аль-Хассан умер в Оране от чумы в 1558 году. Он оставил сына, который был крещен под именем Карлоса и получил от императора Карла V землю в Кастилии.